# Guvvalahalli, Gauribidanur
Guvvalahalli là một làng thuộc tehsil Gauribidanur, huyện Kolar, bang Karnataka, Ấn Độ.